# Ville Wallén
Ville Wallén (* 20. Juni 1976 in Vantaa, Finnland) ist ein ehemaliger finnischer Torhüter. 

## Als Spieler
Seine Karriere begann 1997 beim finnischen Erstligisten FC Honka. 2000 wechselte er erstmals zum HJK Helsinki, wanderte aber im Winter 2002 zum FC Lahti ab. Über die Stationen Jokerit, abermals Helsinki, Rovaniemi PS und dem FC Atlantis ging es dann zum dritten Mal zu HJK. Dort beendete er nach weiteren 244 absolvierten Ligaspielen am Ende der Saison 2014 seine aktive Karriere.

## Erfolge
- Finnischer Meister: 2003, 2010, 2011, 2012, 2013
- Finnischer Pokalsieger: 2006, 2008, 2011